# سیارک ۲۱۴۸۲
سیارک ۲۱۴۸۲ (به انگلیسی: 21482 Patashnick، نامگذاری:1998HQ132) بیست و یک هزار و چهارصد و هشتاد و دومین سیارک کشف شده‌است که در ۱۹ آوریل ۱۹۹۸ کشف شد.
قدر مطلق سیارک برابر ۱۲.۳ است.